# Camponotus nylanderi
Camponotus nylanderi är en myrart som beskrevs av Carlo Emery 1921. Camponotus nylanderi ingår i släktet hästmyror, och familjen myror. Inga underarter finns listade.